# Boutique chinois
La boutique chinois (orthographe consacrée) est un type de commerce de détail que l'on trouve sur l'île Maurice, l'île de La Réunion, ou même dans le delta du Mississippi. On trouvait aussi en Guyane française ce type de boutique et selon la tradition, on appelait ces enseignes : « chez le Chinois ». Cependant, si d'origine le propriétaire était chinois, avec l'évolution, le commerçant n'est plus nécessairement d'origine chinoise.

## Architecture et produits

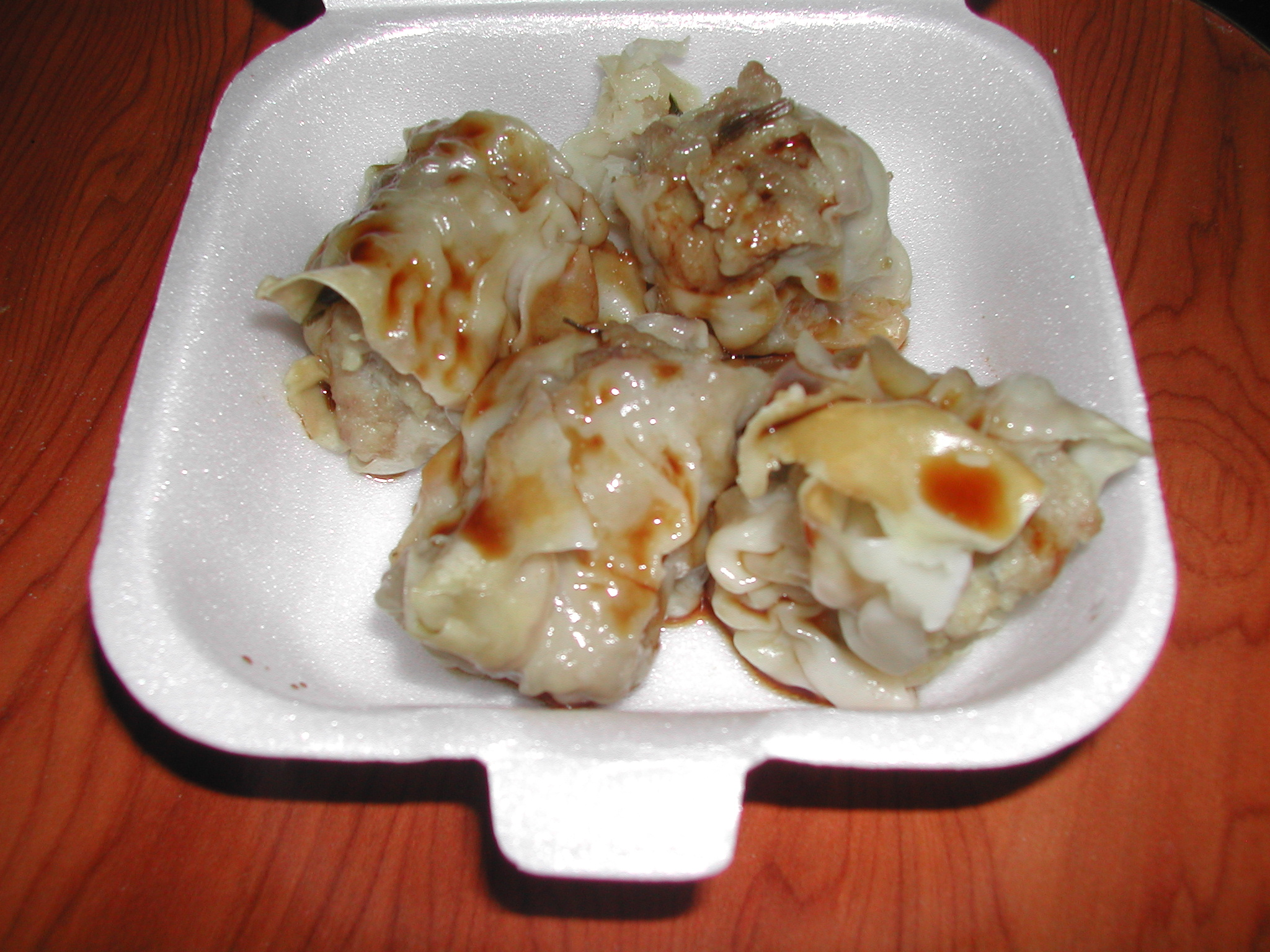
Une barquette de bouchons aspergés de siaw vendue par une boutique chinois du quartier de Saint-Denis appelé Saint-Jacques.

Espèce d'épicerie de quartier souvent installée à un carrefour, la boutique chinois présente généralement l'architecture traditionnelle des cases créoles, avec un toit en tôle ondulée et des volets en bois. De fait, elle ne s'en différencie que par les voyantes peintures murales qui lui servent souvent de décoration en même temps que de support publicitaire pour les marques qu'elle vend, généralement des limonades, des sodas ou des alcools légers distribués par les Brasseries de Bourbon.
Outre ces boissons, on y commercialise également des coupe-faim typiques de la cuisine réunionnaise d'inspiration chinoise ou indienne, que ce soient des fritures salées comme les habituels samoussas, les bonbons piment ou des friandises sucrées comme les gâteaux patate, bonbons cravates, bonbons miel, bonbons la rouroute et autres bonbons coco, voire du colle-aux-dents. L'un des produits les plus typiques reste néanmoins la barquette en plastique pleine de bouchons arrosés de siaw. Ces derniers sont servis chauds après cuisson à la vapeur, ce qui explique la présence presque systématique d'un cuiseur de riz dans la boutique.

## Rôle socioculturel

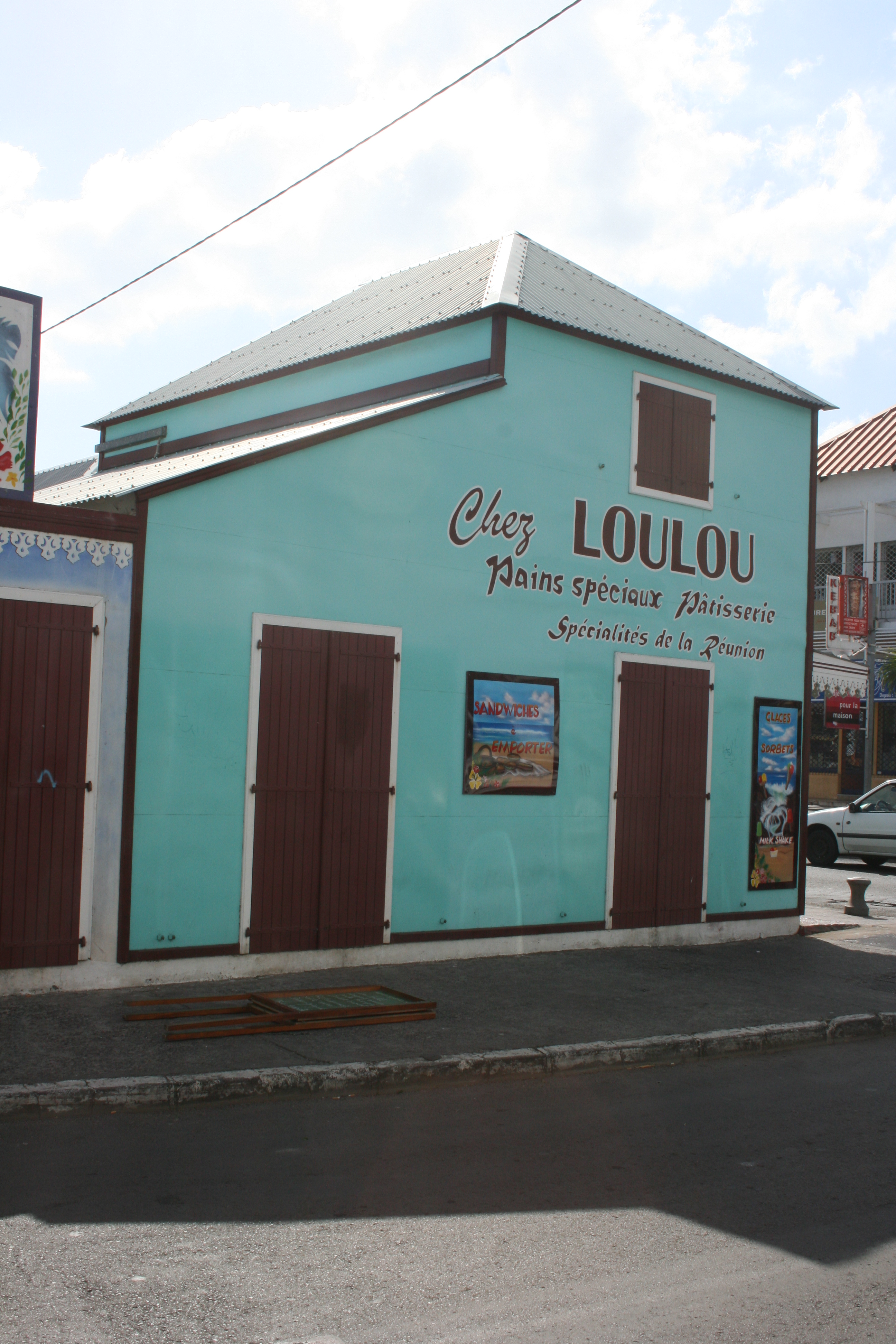
Chez Loulou, une célèbre boutique chinois de Saint-Gilles.

Aussi appelée ti-boutik chinois ou boutik sinwa en créole réunionnais ou laboutik sinois en créole mauricien, la boutique chinois est, typiquement, tenue par un vieux commerçant descendant des immigrés chinois venus de la région de Canton jusqu'à La Réunion dans le cadre du schéma engagiste au XIXe siècle. C'est le cas, par exemple, dans la bande dessinée Tiburce, dessinée par Téhem : le petit garçon qui en est le héros fréquente régulièrement un commerce tenu par un gros Chinois de La Réunion qui lui vend des macatias.
Néanmoins, il est possible de parler de boutiques chinois pour désigner des commerces tenus par des personnes d'autres origines, comme Chez Loulou, un célèbre établissement peint en bleu au cœur de la station balnéaire de Saint-Gilles-les-Bains. En fait, la plupart des habitants considèrent les boutiques chinois comme une partie intégrante du patrimoine créole résultant des mélanges de la culture réunionnaise, celles-ci constituant autant de petits creusets sociaux où se retrouve le voisinage.

## Rôle économique
Depuis l'avènement de la grande distribution sur l'île au début des années 1990, la disparition des boutiques chinois est souvent évoquée et déplorée. La concurrence n'est pas la seule raison de leur raréfaction effective. Celle-ci s'explique aussi par l'abandon de pratiques commerciales aujourd'hui réprimées pour des motifs sanitaires, par exemple la vente de cigarettes à l'unité, ou de « piles plates » de Rhum Charrette à des personnes déjà ivres. Leur reflux a aussi des impacts socio-économiques négatifs, car contrairement à la grande distribution, les boutiques chinois permettent à la frange de la population ayant le plus faible pouvoir d'achat d'accéder à la consommation grâce à la vente à crédit qu'elles pratiquent volontiers.
Les boutiques chinoises de l'île Maurice ont joué un rôle important et indéniable dans l'édification de la nation mauricienne car pratiquement toutes les familles ont béneficié de la proximité, de la disponibilité de produits, souvent vendu en petite quantité pour rester abordable ou selon un système de micro-crédit, offerts par ces petits commerce du quartier. Au fait, tant d'événements n'auraient été possibles sans le soutien financier du boutiquier.